# Liste der Kulturdenkmäler in Horschbach
In der Liste der Kulturdenkmäler in Horschbach sind alle Kulturdenkmäler der rheinland-pfälzischen Ortsgemeinde Horschbach aufgeführt. Grundlage ist die Denkmalliste des Landes Rheinland-Pfalz (Stand: 6. September 2022).

## Einzeldenkmäler
| Bezeichnung            | Lage             | Baujahr | Beschreibung | Bild            |
| ---------------------- | ---------------- | ------- | --- | --------------- |
| Protestantische Kirche | Alter Weg 7 Lage | 1791    | Saalbau mit Dachreiter, 1791; mit Ausstattung, Orgelprospekt 1792, Gebrüder Stumm; Glocke, 1792 von Jakob und Paul Klein, Ernstweiler | Fotos hochladen |